# المركز السعودي لمعلومات الشبكة
المركز السعودي لمعلومات الشبكة، (بالإنجليزية: SaudiNIC) هو سجل نطاق المستوى الأعلى لرمز الدولة لمساحة اسم المجال التابع للمملكة العربية السعودية - تحت الأسماء (.sa و السعودية).
يتم تفويض المركز لتشغيل الخوادم الجذرية DNS لمساحة المجال المحلي بالإضافة إلى جميع خدمات التسجيل بما في ذلك خدمات التسجيل والدعم الفني.
منذ تأسيسه في عام 1995 وحتى أواخر عام 2006، كانت مدينة الملك عبد العزيز للعلوم والتقنية تتحكم وتدير مركز سعودي نت، ولكن بعد 2006 تم تحويل مهمة تشغيل المركز السعودي بتوجيه وزاري إلى مؤسسة قانونية هي هيئة الاتصالات وتقنية المعلومات.

## روابط خارجية
- موقع سعودي نت
- موقع هيئة الاتصالات وتقنية المعلومات
- موقع Internet.gov.sa
- معلومات حول IANA .sa